# Calabazar de Sagua
Calabazar de Sagua es un pueblo cubano de la provincia de Villa Clara, municipio de Encrucijada, en el centro de la isla. Debe su nombre a su relativa cercanía a Sagua La Grande (unos 30 km) y que en sus comienzos existían abundantes calabazas a los lados del pequeño río que lo atraviesa.

## Origen
Se funda en 1865 por un grupo de sagüeros que veían el área muy adecuada para la siembra de calabazas, aunque ya en 1858 contaba con veinticinco casas y setentaidós habitantes, incluyendo una escuela llamada Los Santos Reyes. Sus primeros habitantes fueron Don Francisco Ortiz, que construyó la primera casa; Don Gerónimo Alba, Don Antonio Nodal, Don Gregorio Morales, Don Nicolás Sánchez e Irene Monteagudo, constituyendo así el barrio más oriental de la jurisdicción de Sagua la Grande.
Tales fueron los fundadores de este pueblo, el cual constituía una enorme y brillante siembra de calabazas en el área donde hoy se levanta la iglesia y que todos llamaban Limpia de Calabazas por la belleza que este sembradío reflejaba. El territorio total del poblado abarcaba casi 6450 caballerías, rodeado por las elevaciones de Mata y El Purio, con hermosas cuevas y paisajes. 
El Ayuntamiento fue constituido el 1 de enero de 1879, y su primer alcalde fue Don José Alvera Muñoz, natural de Asturias. En diciembre de 1912 se crea la Banda de Conciertos de Calabazar de Sagua, por el comandante del Ejército Libertador Don Federico Jova y Díaz de Villega y los sargentos Francisco Baeza Hurtado y Regino Sánchez Sánchez.

## Geografía
El terreno en este municipio es ondulado, el litoral bajo y cenagoso. Al este, dos pequeñas lomas peñascosas; la primera denominada Jaquete, que tiene muchas cavernas, siendo las principales las Pasadas y el Nicho, que forman una galería de unos veinticinco metros y en su interior pueden albergarse cómodamente cincuenta personas. Hay en ella asientos y camas de piedra que aparentan haber sido talladas por la mano del hombre y con el fin de dar albergue al visitante. La segunda cadena se llama Miradero y tiene una caverna de este mismo nombre y otra con el de La Galana. Ambas cadenas se denominan generalmente por Sierra de Guano y se divisa desde el mar, puesto que sólo dista veinticinco kilómetros de la costa y en esta parte el terreno es bajo. Sus ríos son el Calabazar y Caunao y varios arroyos y cañadas, algunos de los cuales forman las llamadas Brazas del Viana, que alimentan la laguna Caimán, en donde tiene nacimiento el río de este nombre, que es navegable hasta el embarcadero de Granadíllo. Posee excelentes aguas de un arroyo que circula por el corral Viana y en la hacienda Calabazar, cerca del estero de Caunao, el manantial Tamarindo de aguas notables por su pureza. Le pertenecen los cayos Jutías Gordas, Auranillo, Vela, Carenero, Pajonal y Tocinera, abundantes en pesca y en riqueza forestal.
- Datos: Q12888378
- Multimedia: Calabazar de Sagua / Q12888378